# Profanation (Preparation for a Coming Darkness)
Profanation (Preparation for a Coming Darkness) è il quinto e ultimo album in studio del progetto musicale statunitense Praxis, pubblicato nel 2008.

## Tracce
1. Caution – 1:58
2. Worship – 3:37
3. Ancient World – 3:25
4. Furies – 4:44
5. Galaxies – 4:27
6. Sulfur and Cheese – 4:44
7. Larynx – 2:31
8. Revelations Part 2 – 5:19
9. Ruined – 4:07
10. Garbage God's – 2:44
11. Babylon Blackout – 5:12
12. Endtime – 4:57

## Formazione
- Bill Laswell - basso (tutte le tracce)
- Buckethead - chitarra (tutte le tracce tranne la 9)
- Rammellzee - voce (tracce 1,8,10)
- Brian - batteria (1,2,4-6,8,11)
- Bernie Worrell - tastiere (5,8,11)
- PhonosycographDISK - turntablism (1,5,7,8)
- Hawkman & Maximum Bob - voce (2)
- Dr. Israel - voce (3)
- Iggy Pop - voce (4)
- Killah Priest - voce (5)
- Serj Tankian - voce (6)
- Mike Patton - voce (7)
- Otomo Yoshihide - chitarra (11)
- Tatsuya Yoshida - batteria (9)
- Grandmixer DXT - turntablism (3)
- Monkey & Large - beats (3)
- Future Prophecies - beats (7)
- Rawthang - beats (10)